# Bratři Šlapetové
Bratři Šlapetové byli čeští architekti, dvojčata Čestmír Šlapeta a Lubomír Šlapeta.

## Dvojčata
Čestmír a Lubomír Šlapetové se narodili roku 9. prosince 1908 v Místku. Zde navštěvovali obecnou školu a společně ještě i české reálné gymnázium (dnešní Obchodní Akademie na Palackého třídě). Odtud však ještě před ukončením studia (roku 1923) odešli na Odbornou školu stavitelskou do Brna. Zapojili se do aktivit brněnského klubu architektů a Lubomír se podílel na realizaci přednáškového cyklu „Za novou architekturu“.
Po maturitě v roce 1927 prodělali praxi v několika projekčních kancelářích, načež v roce 1928 začali studovat na Akademii umění a uměleckých řemesel (Staatliche Akademie für Kunst und Kunstgewerbe) ve Vratislavi u profesorů Adolfa Radinga a Hanse Scharouna.

## 30. léta 20. století
Po návratu ze studií podnikla dvojčata „cestu za poznáním“ do Francie a USA (1930–1931) a po návratu počátkem 30. let se rozhodla založit vlastní kancelář Akademičtí architekti Šlapetové. Kancelář nejprve sídlila v Praze a měla pobočku v Moravské Ostravě, kterou vedl Čestmír, zatímco pražskou kancelář vedl Lubomír. Pražská kancelář byla uzavřena v roce 1933.
V prosinci 1936 se Čestmír Šlapeta oženil. Lubomír se oženil v červnu 1937 a usadil se v Olomouci, kde rovněž otevřel projekční kancelář. Další spolupráce bratrů byla už jen příležitostná.

## Dílo
Mezi společná díla bratří Šlapetů patří mimo jiné:

### Realizované stavby
- 1930 – Hotel Přerov V. Golasíka, Frýdek-Místek, U Staré pošty 745
- 1931 – rodinný dvojdům B. Konečného a J. Palečka, Frýdek-Místek, Kolaříkova 578 a 582
- 1931–1932 – rodinný dům manželů Vláčilových, Olomouc, Dvořákova 26
- 1931 – rodinný dvojdům P. Pikulíka, Kopřivnice, Palackého 515, 514 (514 byl později přestavěn)
- 1932–1933 – rodinný dům J. Kotoučka, Příbor-Klokočov, B. Němcové 1237
- 1932–1933 – nájemní dům Dr. Vojkovského, Frýdek-Místek
- 1933 – rodinný dvojdům R. Hilda a R. Schöna, Příbor, Šmeralova 716
- 1933 – víkendová vila JUDr. J. Vondráčka, Rožnov pod Radhoštěm, Slezská ulice 703
- 1933–1934 – vila R. Chumchala a F. Nožičky, Valašské Meziříčí, Šafaříkova 11
- 1934–1935 – rodinný dům R. Hesse, Opava,Englišova 45
- 1936 – rodinný dům J. Klimeše, Opava, Boženy Němcové 16a
- 1936 – vila JUDr. Eduarda Lisky, Ostrava, Čedičová ulice 8
- 1936–1940 – Okresní úřad a četnická stanice, Frýdek-Místek, Palackého 115
- 1938 – Adaptace sálu pro kino Alfa, spoluautor: Arnošt Hošek, Moravská Ostrava, Nádražní 46
- 1939–1940 – vila Dr. J. Alsterna, Frýdlant nad Ostravicí, Harcovská 657